# Karen Iwadare
Karen Iwadare (jap. 位の岩垂かれん Iwadare Karen; ur. 24 grudnia 1993 w Jokohamie) – japońska snowboardzistka specjalizująca się w snowcrossie.

## Dzieciństwo
W szkole podstawowej uprawiała pływanie, a następnie siatkówkę. Snowboard uprawia od czasów gimnazjalnych.

## Kariera
Zadebiutowała 6 lutego 2010 w zawodach rangi FIS Race w Sapporo. Zajęła wtedy 3. miejsce.
Trzykrotnie brała udział w mistrzostwach kraju. W 2010 była 12., w 2012 uplasowała się na 5. pozycji, a w 2013 wywalczyła brązowy medal.
Na uniwersjadzie zimowej w 2013 zajęła 5. miejsce.
Mieszka w Meguro.